# 普尼沙·拉契奇

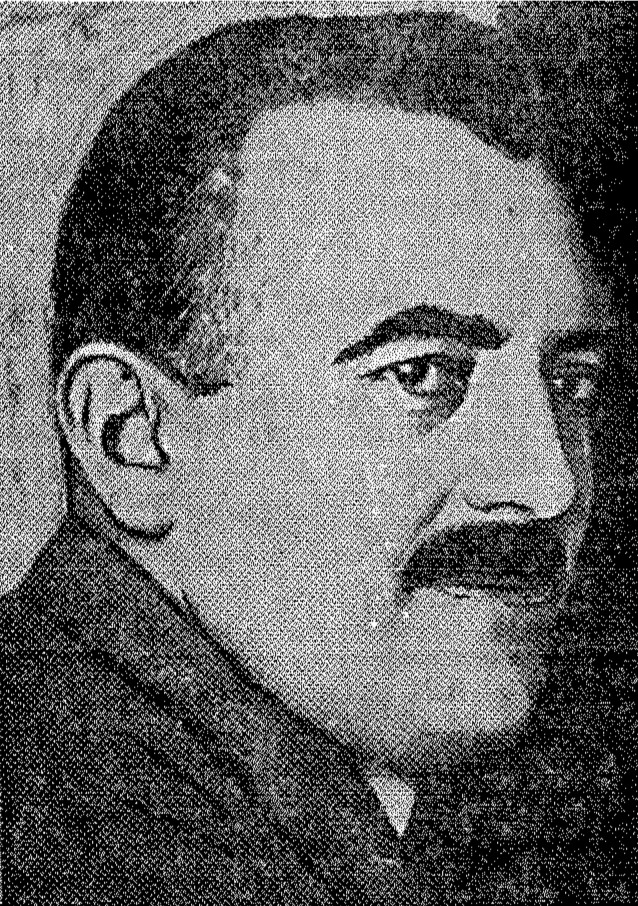
普尼沙·拉契奇

普尼沙·拉契奇（1886年7月12日 - 1944年10月16日）是南斯拉夫人民激進黨籍政治人物。 1928年6月20日，他在南斯拉夫王國议会大厅開槍殺死兩位克罗地亚农民党籍議員，並將克罗地亚农民党领导人斯捷潘·拉迪奇打成重伤。之後他被逮捕并被判处60年徒刑，但不久刑期又降至20 年。不過很多塞尔维亚人認為他是英雄。
拉契奇後來被软禁在别墅里，而且可以随意进出，他還有專門伺候他的三名仆人。有人認為他可能与切特尼克暗中聯絡，所以才有這樣的待遇。  1941年3月27日，他徹底恢復自由，不再被軟禁。  不過烏斯塔沙以拉契奇枪杀克罗地亚族议员为借口屠殺了不少塞尔维亚人（克罗地亚独立国对塞尔维亚人的种族迫害）。 貝爾格勒攻勢期間的1944年10月16日，拉契奇被南斯拉夫游击队杀害。